# Walter Krajnc
Walter Krajnc (* 22. Februar 1916 in Hall in Tirol; † 29. Juli 1944 bei Avignon) war ein  österreichischer Widerständischer in der deutschen Wehrmacht.

## Leben
Walter Krajnc, aufgewachsen in Hall in Tirol, studierte Rechtswissenschaft in Innsbruck und war Angehöriger der katholischen Studentenverbindung AV Vindelicia Innsbruck im ÖCV. Er promovierte zum Dr. iur., wurde aber bereits nach dreimonatiger Gerichtspraxis von den Nationalsozialisten als „unzuverlässig“ aus dem  Gerichtsdienst entlassen.
Krajnc zählte zum katholischen Widerstandskreis in Hall in Tirol. Er gehörte der Katholischen Jugend Halls an, deren Mitglieder sich trotz Verbots auch nach 1938 regelmäßig heimlich trafen, jedoch verraten, von der Gestapo verhört und kurzfristig festgenommen wurden.
Im Dezember 1940 wurde Krajnc zum Kriegsdienst in der deutschen Wehrmacht eingezogen und nach der Besetzung Südfrankreichs nach Avignon versetzt. Krajnc knüpfte Kontakte zur französischen Bevölkerung und verlobte sich mit einer jungen Französin. Bald trat die Résistance mit ihm in Verbindung. Krajnc, der als Funker eingesetzt war, versorgte die Résistance mit internen Informationen und trat später selbst deren Gruppe Cotre bei. Wegen kritischer Äußerungen im Zusammenhang mit Geiselerschießungen denunziert, wurde er verhaftet und wegen seiner Kontakte zur Résistance von einem Kriegsgericht zum Tod verurteilt. Am 29. Juli 1944 wurde Krajnc erschossen und auf dem Friedhof von Les Angles bei Avignon begraben. Die Überlieferung der damaligen Geschehnisse, die besagt, die Verurteilung sei (auch) mit der Weigerung, an Geiselerschießungen teilzunehmen, begründet worden, konnte bislang nicht ausreichend historisch belegt werden.
In seiner Heimatstadt Hall wurde eine Straße nach ihm benannt. Der Tiroler Komponist Werner Pirchner hat ihm ein Flötenstück gewidmet.